# 잠깐만 (라디오 프로그램)
《잠깐만》은 MBC 표준FM과 MBC FM4U에서 매일 3회 방송된 MBC 라디오의 공익광고 캠페인이다. 1990년 10월 1일에 첫방송을 시작해 현재까지 방송되고 있다.

## 기획 의도
매일 각 저명인과 유명인사들의 목소리를 통해 우리 사회의 다양한 이야기를 청취자들과 함께 생각한다는 프로그램이다.

## 채널별 방송시간
| 방송 채널  | 방송 시간                                       |
| ---------- | ----------------------------------------------- |
| MBC 표준FM | 매일 오전 7:03, 매일 오후 3:03, 매일 오후 5:03  |
| MBC FM4U   | 매일 오전 10:56, 매일 오후 7:56, 매일 오후 9:56 |

## 멘트
잠깐만— 오프닝 멘트

잠깐만 우리 이제 한 번 해봐요 사랑을 나눠요— 엔딩 멘트

## 역대 스폰서
- 1990년 10월 1일~1997년 8월 7일: 기아자동차, 쌍용자동차, 현대자동차, 르노삼성자동차, 대우자동차
- 1997년 8월 8일~1998년 12월 31일: 동아제약 박카스, 명인제약 콜그린, 동국제약 마데카솔, 대웅제약 우루사
- 1999년 1월 1일~2007년 12월 29일: 교보생명, SC제일은행, 우리투자증권, 대한생명, 에버리치
- 2007년 12월 30일~2008년 2월 14일: 생각대로T, SK텔레콤, SK브로드밴드, LG 옵티머스 원
- 2008년 2월 15일~2010년 9월 19일: 동부화재 프로미, LIG손해보험, ING생명, 알리안츠생명, 농협생명, AIG원스톱암보험, KB국민은행
- 2010년 9월 20일~2013년 8월 26일: 잡코리아, 웅진코웨이, 청호나이스 이과수 얼음정수기, 코카콜라
- 2013년 8월 27일~2019년 5월 30일: 린나이코리아, 귀뚜라미보일러, 롯데하이마트, 경동나비엔, 롯데마트, ABC마트, 알바천국, 전자랜드
- 2019년 5월 31일~6월 30일: 오뚜기 진짬뽕, 농심 짜파게티, 오뚜기 진라면, 농심 신라면, 오뚜기 참깨라면, 농심 너구리, 삼양라면
- 2019년 7월 1일~2020년 1월 30일: 에이스침대, 시몬스침대, 수맥흙침대, 흙표 흙침대, 장수돌침대, 금성침대, 3H 지압침대
- 2020년 1월 31일~6월 17일: 광동제약 비타500, 동국제약 훼라민Q, 명인제약 이가탄F, 경동제약 그날엔, 동국제약 센시아
- 2020년 6월 18일~2021년 4월 21일: 흥국생명, DB손해보험 다이렉트, 삼성생명, 현대해상, 미래에셋증권, 라이나생명, 메리츠화재
- 2021년 4월 22일~5월 21일: 명인제약 메이킨Q, 삼진제약 게보린, 신신제약 신신파스 아렉스, 동국제약 치센, 뮤코펙트
- 2021년 5월 22일~7월 24일: 싸다구 플라워, 사구 플라워, 배칠수 꽃배달, 제스프리 키위, 여기어때
- 2021년 7월 25일~2022년 1월 19일: 한화투자증권, 신한은행, 삼성화재 다이렉트, NH투자증권, KEB외환은행
- 2022년 1월 20일~9월 28일: KB손해보험 다이렉트, AXA손해보험, 하나금융그룹, 한화생명, 하나은행, 삼성증권, 우리은행, 호텔스닷컴
- 2022년 9월 29일~2023년 1월 27일: 고려기프트, 미래신용정보, 고려신용정보, 중앙하이츠, SM경남기업, 엠넷, 호텔스컴바인
- 2023년 1월 28일~3월 30일: 삼진제약 안정액, 동국제약 판시딜, 일동후디스 하이뮨, 동국제약 인사돌 플러스, 유유제약 유판씨, 스트렙실
- 2023년 3월 31일~10월 28일: LG U플러스, LG텔레콤, 삼성 갤럭시 노트 II, 삼성 갤럭시 S III
- 2023년 10월 29일~11월 28일: 제주 삼다수, 칠성사이다, 비피더스, SK매직, 포카리 스웨트, 얼라이브, 서울우유, 맛있는 우유 GT, 카프리썬, 카페베네
- 2023년 11월 29일~12월 30일: AIA건강+암보험, 우리금융그룹, KDB산업은행, IBK기업은행, NH농협은행, 러시앤캐시, 랭키닷컴, 힐스테이트, 이편한세상, 더샵, 푸르지오, 꿈에그린, 롯데캐슬
- 2023년 12월 31일~2024년 1월 31일: 굿네이버스, 충청북도, 유디치과, 유니세프, 세이브더칠드런, 우리집 보험주치의, 키자니아, 케이드라이브
- 2024년 2월 1일~6월 30일: DB손해보험, 대한항공, 아시아나항공, 티웨이항공, 이스타항공, 한화손해보험, NH올원뱅크, NH농협손해보험
- 2024년 7월 1일~9월 30일: 하나금융그룹, 삼양그룹, 한화그룹, 한솔제지, 유한킴벌리, 부산광역시, 풀무원, 디즈니+, 요기요
- 2024년 10월 1일~2025년 3월 30일: 한글과컴퓨터, 네이버, 다음, 유튜브, 드림위즈, 구글, 줌, 위버스, 더 랍스: 3시를 향하여, 넷마블, 넥슨코리아, 엔씨소프트, 굿리치 보험마스터
- 2025년 4월 1일~5월 31일: LG생활건강 엘라스틴, 애경산업 케라시스, 라이온코리아 식물나라, 피죤, LG생활건강 페리오, LG생활건강 드봉, 아모레퍼시픽 미쟝센, 옥시크린, 도브, 퍼실, 페브리즈, LG생활건강 수퍼타이, 센소다인, 부광 안티프라그 치약, 부광 시린메드 치약, 피죤 액츠, 유한락스, 데톨, 옥시레킷벤키저 물먹는 하마, 애경산업 순샘, 해피바스, 아모레퍼시픽 메디안, 아모레퍼시픽 플레시아 치약, 라이온코리아 참그린, 퍼울, 헤드&숄더, 청크린, 애경산업 샤워메이트, 스너글, 세제혁명, LG생활건강 자연퐁, LG생활건강 퐁퐁
- 2025년 6월 1일~7월 3일: 한화오션, 현대중공업, 포스코, LG화학, 현대모비스, 대한유화, 롯데케미칼, 삼성중공업, 두산에너빌리티, 한화, 동국제강, 삼성전자, LG디스플레이, 현대제철, 쌍용C&E, HMM, SK이노베이션, HYBE, 대상, LG전자, SK하이닉스, 한국항공우주산업, LS전선
- 2025년 7월 4일~2025년 8월 3일 : 울림엔터테인먼트, 카카오엔터테인먼트, KQ엔터테인먼트, 스타쉽엔터테인먼트, 플레디스엔터테인먼트, CJ ENM, 워너뮤직코리아, 위버스, 트립닷컴, 빙그레
- 2025년 8월 4일~현재 : CJ온스타일, GS25

## 자체 편성
부산MBC를 제외한 전국의 MBC 네트워크에서 일제히 송출된다. 대전MBC, 포항MBC는 표준FM 한정으로 자체 캠페인을 방송한다.

## 기타
비 MBC 아나운서와 성우극회 최초로 1990년대에는 KBS가 취직한 이광세가 기아자동차 협찬입니다.라는 목소리가 나왔다. 후에 2000년 11월부터 2003년 5월까지 CBS의 박명규 아나운서의 나레이션 목소리가 나왔으며 이 캠페인은 생명과의 소중함을 아는 베스트 라이프 파트너 교보생명과 함께합니다.라는 멘트가 나왔다. 2020년 2월동안 영화 기생충의 한국 최초 오스카상 수상 기념으로 기생충 배우들의 잠깐만을 다시 들려주었다.